# Chris Mühlan
Chris Mühlan ist ein deutscher Musiker, Songwriter und Lobpreisleiter.

## Leben
Seit 1992 ist er Lobpreisleiter im Christus-Zentrum Braunschweig. Mit seiner 1996 gegründeten Band Strictly Jesus veranstaltete er regelmäßig Nachtklub-Konzerte. Die Band spielte 2000 ein erstes Album in Selbstproduktion ein. Das zweite Album Up produzierte Uli Kringler. 2005 erschien Mühlans Solo-Debüt unter dem Titel Zeig mir deine Welt im christlichen Label Gerth Medien. Es folgten Engagements für diverse Konzeptprojekte wie die Lobpreisserien In Love With Jesus oder Du bist Herr von Arne Kopfermann. 2009 erschien sein zweites Album Du bist groß. In Eigenproduktion produzierte Chris Mühlan mit seiner Band das Livealbum Mein Herz schlägt für dich und mehrere Soloalben.
Im Christus-Zentrum Braunschweig initiierte Mühlan die Braunschweiger Worship Night.

## Diskografie

### Alben
Solo
- Zeig mir deine Welt. (Gerth Medien, 2005)
- Du bist groß. (Gerth Medien, 2009)
- Mein Herz schlägt für dich (Live) (2015)
- Siehe, dein König kommt (2015)
- Leben im Duett (2017)
- Hauptsache Jesus (2018)

Strictly Jesus
- Up. Live-Lobpreis. (Projection J, 2004)

### Kollaborationen und Mitwirkung bei Projekten
- Wir beten an. (Hänssler Music, 2013)
- Nah bei dir, Vol. 1. 12 Lobpreis-Songs unplugged. (Gerth Medien, 2008)
- Geheimnisvoller Gott. (Gerth Medien, 2008)
- In Love With Jesus: Ewig treuer Gott. (Gerth Medien, 2007)
- Anbetung zu Weihnachten. (Gerth Medien, 2006)
- Du bist Herr: Lieder aus Band 5, Vol. 1. (Gerth Medien, 2006)
- In Love With Jesus, Vol. 7. (Gerth Medien, 2005)

### Compilations
- Laudio Kollektion: So groß ist der Herr, Vol. 1. (Gerth Medien, 2009)
- Laudio Kollektion: So groß ist der Herr, Vol. 2. (Gerth Medien, 2010)
- Anbetung 2011. Die größten Lobpreis-Hits des Jahres. (Gerth Medien, 2010)
- Die 10 Besten: Lobpreislieder. (Gerth Medien, 2012)
- Laudio Kollektion: So groß ist der Herr, Vol. 6. (Gerth Medien, 2012)